# 大野真依
大野 真依（おおの まい、10月24日 - ）は、日本の歌手、モデル、タレント、YouTuber、TikToker。
ガールズバンド・きみとバンドのメンバー。血液型はO型。愛媛県出身。

## 経歴
2017年（平成29年）
5月、NEXT/BREAK AUDITION in 四国に出場しhills style賞を受賞。
5月15日、映画「海に、しゃぼん玉、飛んで。」で映画初主演を果たす。
2018年（平成30年）
3月、Zeppダイバーシティ東京で開催された「たけやま3.5」のイベント、4たけやま祭り2019にて「大野ひまり」「カネハマヒカリ」と共に音楽ユニット「大野姉妹withカネハマヒカリ」として音楽家デビュー。グループではアコースティック・ギターを担当する。
12月、都内で個展を催す。
2019年（令和元年）
9月、当時の所属事務所が解散すると大野ひまりと共に「大野姉妹」を結成。
デビューシングル「スタートライン」をリリース。CD制作にはクラウドファンディングを活用した。
2020年（令和2年）
1月11日、元ラストアイドルで同じ事務所所属の清原梨央が加わり「大野姉妹with清原梨央（仮）」を結成。
3月22日、東京下北沢Gardenでワンマンデビューライブを開く。
5月10日、3人体制で初のCD「Three-Piece」をリリース。
8月15日、新型コロナウイルスの流行に伴う3度の延期を経て、デビューライブ 7都市ツアーを開始
10月4日、ツアー最終日。愛媛の松山サロンキティで行われた第3部（最終公演）でバンド名が『きみとバンド』になることが発表された。
11月3日、2ndシングル「きみとバンド」リリース。F.A.D YOKOHAMAを皮切りに 日本全国47都道府県ワンマンツアーを開始。
2021年（令和3年）
2月27日、サブスクリプションにて「∞YAKEN」デジタルリリース。
7月17日、新宿ロフトをもって日本全国47都道府県ワンマンツアーを無事に完走。全国9都市ツアー開催と1stアルバム「きみとバンドの1」のリリースが発表された。
8月15日、1stアルバム「きみとバンドの1」をリリース
2022年（令和4年）
2月、大野真依「初のグラビア写真集」制作プロジェクトとして、クラウドファンディングを開始。初日に目標額を達成した後も支援は伸び続け、最終的に833万円（462％）、901人からの支援を受ける。
10月5日、「大野真依"生誕記念"『初のグラビアDVD&写真集』W制作プロジェクト」のクラウドファンディングを開始。目標金額を遥かに上回り、12,381,024円(412%)、1027人からの支援を受け終了した。
2023年（令和5年）
10月 、自身3回目となるグラビアクラウドファンディング、"生誕記念”「初の海外グラビア＆冬のグラビア写真集」W制作プロジェクトを開始。初のグラビア写真集２本立てとしてセブ島での海グラビアと北海道での冬グラビアを企画した。目標金額400万円に対し、361%の14,467,024円、支援者数1,033人を達成した。また、これは水着グラビアクラウドファンディング（キャンプファイヤー内）で史上最高額となった。
2024年（令和6年）
10月5日、「大野真依“生誕記念”『圧倒的彼女感』のグラビアDVD＆写真集 W制作プロジェクト」と題したクラウドファンディングを開始。目標金額(500万円)を遥かに上回り1,830万円(365%)、支援者は1279人に達し、いずれも過去最高となった。

## 人物
- 特技は模写で、学生時代は日本画を専攻していた[1]。趣味は映画鑑賞である[1]。
- 身長は168cm、体重48kg、スリーサイズはB83/W61/H86、靴のサイズは24.0cm、

## 出演

### 雑誌
- ビッグコミックスピリッツ 第20号表紙&巻頭グラビア（2024年4月15日発売）

### 舞台
- 劇団大森組旗揚げ公演「村上海賊記」（2022年9月17日 - 19日、砥部町文化会館） - 鷹姫 役[16][17]

### CM
- 朝日住環境システムズ株式会社[18] - CM
- KIRIN「THE・ストロング」- CM[1]
- KISUKE KIT - CM[1]

### インターネット番組
- 男子禁制!? きみとバンドの女子寮生活（2023年11月23日 -  、月1回、ニコニコチャンネルプラス）

### ラジオ番組
- KTBとBKBのきみとラジオ（2022年10月16日 - 、月1回、SSCシェアハピラジオ・レインボータウンFM）
- きみとバイク～裏きみとラジオ～（2023年4月22日 - 、月1回 アシスタントとしてランダムで出演、SSCシェアハピラジオ・レインボータウンFM）
- きみとバンド 大野真依の「あま〜いはなし」（2024年11月6日 - 、毎週水曜日 19:00 - 19:30 LOVE FM）[19]

### ネット配信
- 「ドラマ～さん!いらっしゃ～い!」（2020年12月21日、ツイキャス）- 一ノ瀬久 役
- 愛媛県社会福祉協議会 ドラマ「きみと介護」（2021年3月5日、YouTube）[20]

### 写真集
- デジタル限定 大野真依写真集「空蝉時雨」（2022年）
- 大野真依グラビア 1st写真集「まいでーと」（2023年）[21]

### 映画
- 「海に、しゃぼん玉、飛んで。」（2017年、ヒメブタの会）- 主演[1]
- 「ゴーストスポッターズ夢湯」（2024年8月）- 主演[22]

### イベント・広告
- 東京ガールズコレクション2017 - 出演[1]
- 関西コレクション2018 - 出演[1]
- 日本女子フットサルリーグ「アルコイリス神戸」- 公式ガール[1]
- KAPTEN & SON - 専属モデル[1]